# تنلو
شهر تنلو (به فرانسوی: Tinlot) در شهرستان اویی در استان لیئژ در منطقه فدرال والوون در کشور بلژیک واقع شده‌است.